# Thecophora fulvipes
Thecophora fulvipes är en tvåvingeart som beskrevs av Robineau-desvoidy 1830. Thecophora fulvipes ingår i släktet Thecophora och familjen stekelflugor. Inga underarter finns listade i Catalogue of Life.

## Bildgalleri

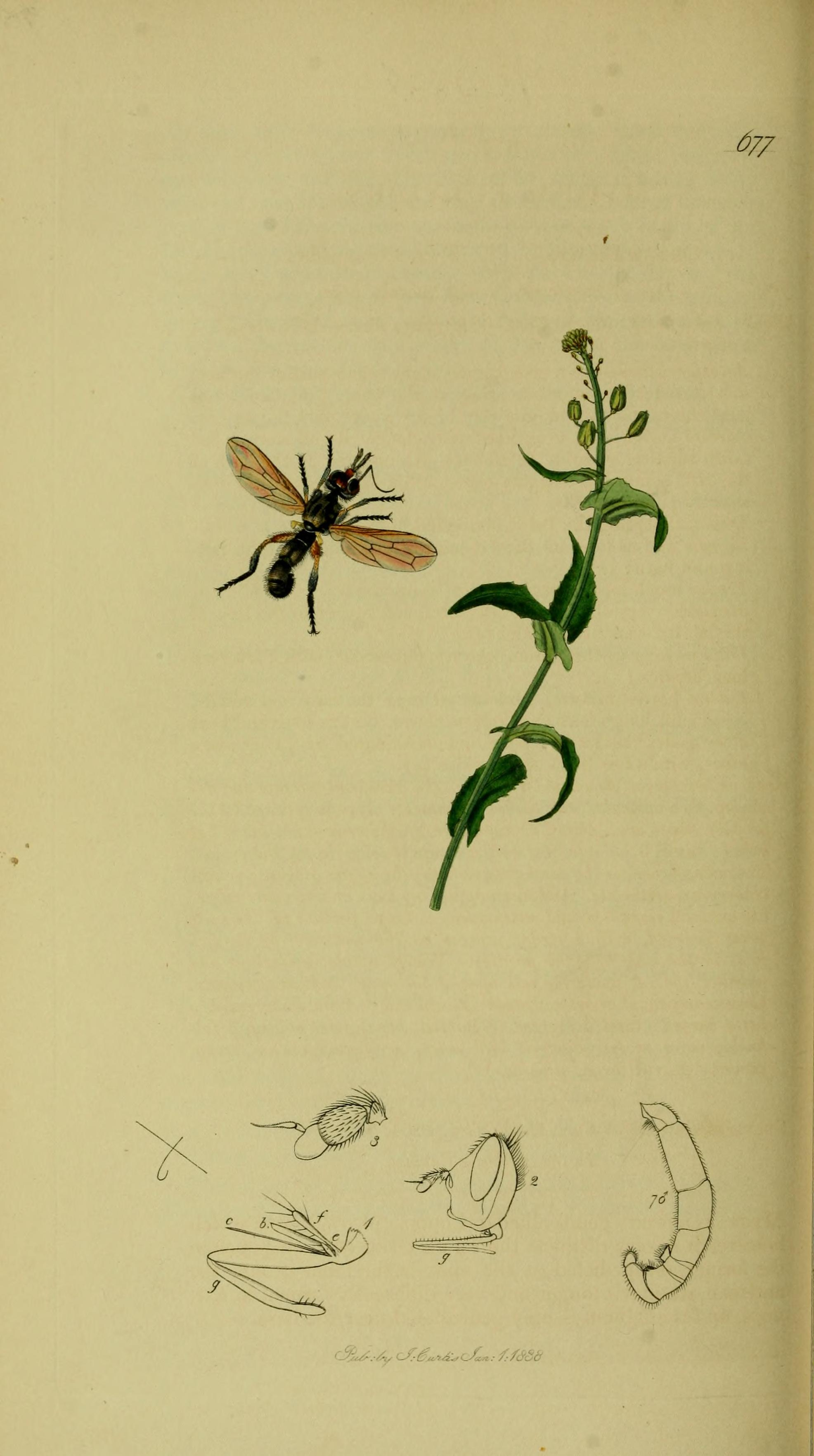